# Јанко Брашић
Јанко Брашић (Опарић, 9. јануар 1906 – 15. јун 1994) био је српски сликар. Родоначелник је наивне уметности Србије.

## Биографија
Рођен је 1906. у селу Опарић код Јагодине. Сликарством се бавио од 1927. Умро је 1994. у Опарићу.
Његова најраније датирана дела потичу из 1933. године. Уз сцене из историјског мита, анегдота-портрети су доминантни у целокупном Брашићевом опусу. Као хроничар свог времена, успео је да за тренутак заустави пролазност старог и патријархалног, ухвативши на својим сликама флуид прошлог времена. Рустични, поетски реализам је његов начин изражавања исконске везе са својим окружењем.
Први пут излаже у оквиру групне изложбе коју је организовао УЛУС (Удружење ликовних уметника Југославије) у Уметничком павиљону „Цвијета Зузорић“ у Београду. Била је то у ствари изложба портрета на којој се Јанко представио портретом краља Петра и аутопортретом. Излагао је на самосталним и групним изложбама у земљи и иностранству. Најзначајнија колекција његових дела налази се у Музеју наивне и маргиналне уметности у Јагодини (Србија).

## Галерија
- Седељка, 1959. МНМУ, Јагодина
- Портрет ћерке, 1939. МНМУ, Јагодина
- Косовски бој, 1970-71. МНМУ, Јагодина